# Inge Niedek
Inge Niedek (* 1955 in Köln) ist eine deutsche Meteorologin.

## Leben
Inge Niedek studierte Meteorologie an der Freien Universität Berlin und schloss daran ein Aufbaustudium der Luft- und Raumfahrttechnik an der Technischen Universität Berlin an.
Von 1988 bis 2015 erstellte und präsentierte sie die Wetterberichte in den Nachrichtensendungen des ZDF. Daneben war sie Mitgründerin und lange Jahre Mitglied der Geschäftsführung der Wetterfirma Meteo Consult und fungierte als Mitglied des Board of Directors sowie drei Jahre lang als Präsidentin der IABM (International Association of Broadcast Meteorology). Inge Niedek ist außerdem Mitglied im wissenschaftlichen Beirat des Deutschen Komitees für Katastrophenvorsorge.
Von 2017 bis 2019 war sie 1. Vorsitzende der Deutschen Meteorologischen Gesellschaft (DMG); in der Amtszeit 2020–2022 ist Inge Niedek 2. Vorsitzende der DMG.
Sie ist verheiratet und lebt in Berlin.
Am 21. Februar 2014 wurde ihr der Deutsche Fahrradpreis in der Kategorie „fahrradfreundlichste Persönlichkeit“ verliehen für ihr Mitwirken bei der Aktion Stadtradeln.

## Werke
- Naturkatastrophen : Wirbelstürme, Beben, Vulkanausbrüche - entfesselte Gewalten und ihre Folgen. Springer Science, Berlin etc. 2004, ISBN 3-540-00831-4.